# 環境雌激素
環境雌激素（英語：Environmental estrogen，或称为仿雌激素），指進入人體後可產生具有模擬雌激素作用的環境毒素，會對生物有生殖方面的影響，使得幼體發育延遲等。常見的環境雌激素來源包括如二手煙、農藥、殺蟲劑、廢氣、食品添加劑等。
例如雙酚A對哺乳類據有仿雌激素作用，這可能會影響生殖系統，例如幼體發育延遲、精子數減少等。已知的內分泌干擾素烷基酚（例如壬基酚）也是一種仿雌激素。
一般家庭汙水及事業廢水排放出的水具有仿雌激素作用，會影響暴露魚類之正常生殖。
英國倫敦國王學院生殖生物學教授弗拉瑟女士領導的研究團隊，曾以老鼠實驗證實，環境雌激素會使男性精子讓女性卵子受精的能力受損。這項發現有助於解釋男性不孕症的起因。